# Rothia arrosa
Rothia arrosa är en fjärilsart som beskrevs av Jordan 1926. Rothia arrosa ingår i släktet Rothia och familjen nattflyn. Inga underarter finns listade.